# 遠くから見ると青い春
『遠くから見ると青い春』（韓国語：멀리서 보면 푸른 봄）は2021年6月14日から2021年7月20日までKBS２で放送されていた大韓民国のテレビドラマである。日本ではKNTVにて、同年11月より放送される。

## あらすじ
「人生は遠くから見ると喜劇で、近くで見ると悲劇だ」という言葉からつけられたタイトルのように、人生の“青い春”を生きていく20代の現実を描いた物語。

## 出演

### 主要人物
ヨ・ジュン：パク・ジフン
ミョンイル大学経営学科1年。裕福な家庭で不自由なく育ったように見えるが、心には深い傷と闇を抱いている。
キム・ソビン：カン・ミナ
ミョンイル大学の経営学科に在学中。
ナム・スヒョン：ペ・イニョク
恵まれない環境で育った大学生で、単位と生計を立てるために奮闘しながら孤立してしまった。

## 視聴率
| 2021年 | 2021年  | 2021年    |
| 回差   | 放送日  | AGB視聴率 |
| 回差   | 放送日  | 大韓民国  |
| ------ | ------- | --------- |
| 第1回  | 6月14日 | 2.3%      |
| 第1回  | 6月14日 | 2.6%      |
| 第2回  | 6月15日 | 1.8%      |
| 第2回  | 6月15日 | 2.2%      |
| 第3回  | 6月21日 | 1.9%      |
| 第3回  | 6月21日 | 2.0%      |
| 第4回  | 6月22日 | 2.0%      |
| 第4回  | 6月22日 | 2.4%      |
| 第5回  | 6月28日 | 1.8%      |
| 第5回  | 6月28日 | 1.4%      |
| 第6回  | 6月29日 | 1.9%      |
| 第6回  | 6月29日 | 2.4%      |
| 第7回  | 7月5日  | 1.6%      |
| 第8回  | 7月6日  | 2.2%      |
| 第9回  | 7月12日 | 2.0%      |
| 第10回 | 7月13日 | 2.0%      |
| 第11回 | 7月19日 | 1.5%      |
| 第12回 | 7月20日 | 2.2%      |